# 크리시 록
크리시 록(Crissy Rock, 1958년 9월 23일 ~ )은 잉글랜드의 배우, 코메디언이다.

## 출연 작품
- 엑셉턴스 (2012)
- 아빠라 부르는 소년 (2009)
- 더 커맨더: 애브덕션 (2008)
- 아이리스의 갈망 (1997)
- 레이디버드 레이디버드 (1994)